# Parmena balteus
Parmena balteus is een keversoort uit de familie boktorren (Cerambycidae). De wetenschappelijke naam van de soort is voor het eerst geldig gepubliceerd in 1767 door Linneaeus.